# Basilique Notre-Dame-du-Mont-Carmel de Maipú
Pour les articles homonymes, voir basilique Notre-Dame-du-Mont-Carmel et sanctuaire Notre-Dame-du-Mont-Carmel.
La basilique Notre-Dame-du-Mont-Carmel de Maipú (en espagnol : basílica de Nuestra Señora del Carmen ; localement appelée Templo Votivo) est une église située à Maipú au Chili, à laquelle l’Église catholique donne les statuts de basilique mineure et de sanctuaire national. Elle est rattachée à l’archidiocèse de Santiago du Chili.

## Historique

### Projet
La dévotion locale à Notre-Dame du Mont-Carmel remonte à la dédicace d’une première église le 20 janvier 1540. Elle est également présente dans le reste du pays par la fête de La Tirana (es). Dès la Patria Vieja première période de semi-indépendance du Chili, la future nation se place sous son patronage, le 5 décembre 1911.
Le 14 mars 1818, Luis de la Cruz, représentant de Bernardo O’Higgins, et l’ecclésiastique José Ignacio Cienfuegos (es) s’engagent à la cathédrale de Santiago à construire une église dédiée à la Vierge du Carmel là où se déciderait l’indépendance ; cela arrive à la bataille de Maipú, le 5 avril. O’Higgins l’officialise par décret le 7 mai,.
La première pierre de cette « chapelle de la Victoire » est posée le 15 novembre 1818, en présence du général San Martín et de son armée. Cependant, la construction est reportée, et définitivement suspendue avec la démission de O’Higgins en 1923 ; les quelques murs qui avaient déjà été dressés servent alors à garder du bétail.

### Première église
La construction reprend finalement en 1885, poussée par le président Domingo Santa María. Elle est inaugurée le 5 avril 1892 peu de temps après la fondation de la commune, le 22 décembre 1891, et quelques années avant celle de la paroisse de Maipú par l’archevêque de Santiago, Mariano Casanova (es), le 2 juin 1895.
Les éléments évoquant la bataille, dont les statues de O’Higgins et de San Martín, en font un lieu de commémoration nationale.
L’édifice est endommagé par un tremblement de terre le 16 août 1906, et finit par s’effondrer partiellement à la suite d’un second séisme en 1927. Il sera démoli en 1974, et seuls quelques murs seront conservés (qui seront couverts par la protection de Monument national avec la nouvelle basilique dès 1984 par le décret no 645).

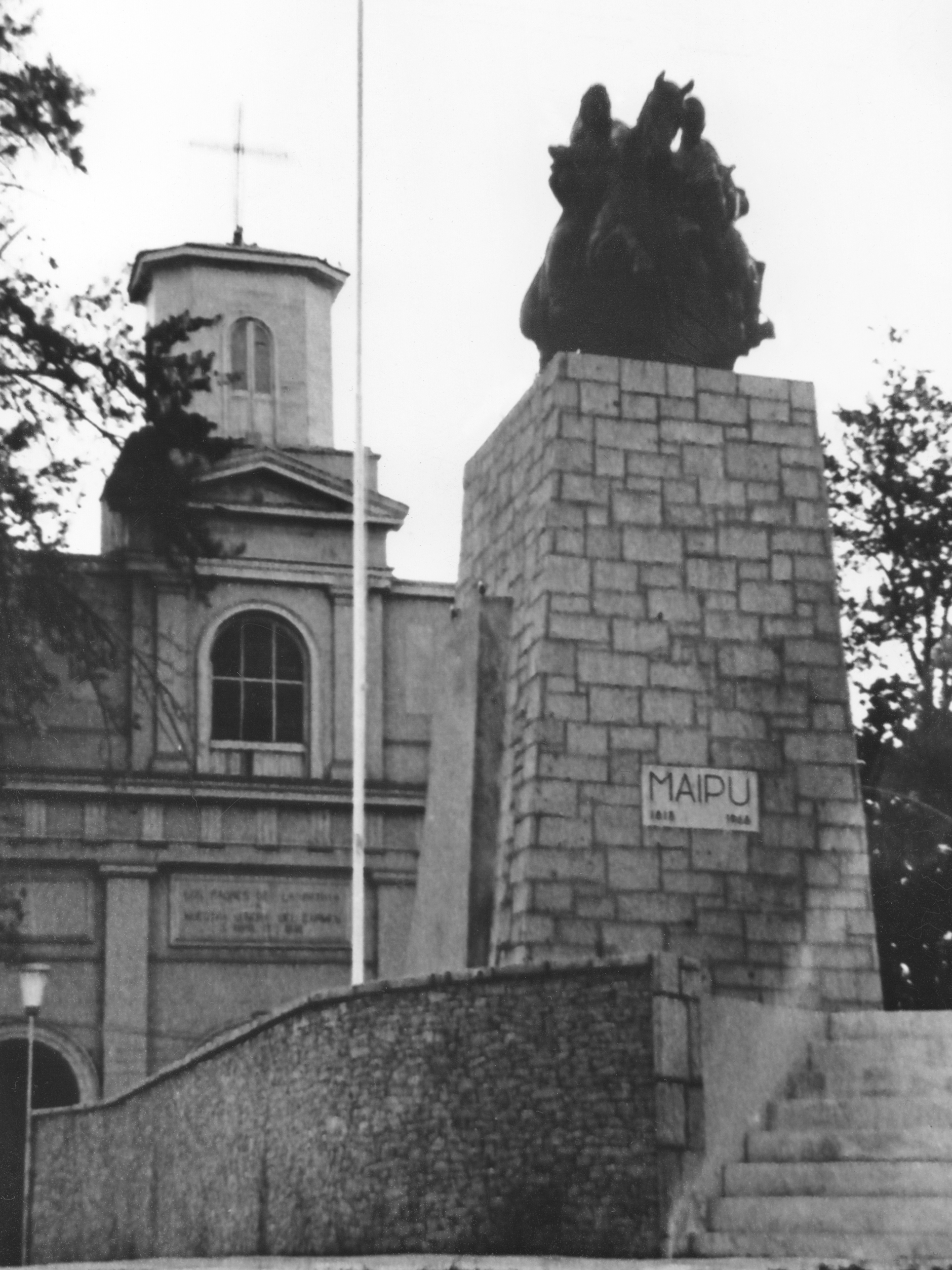
Façade de l’ancienne église, vers 1940.
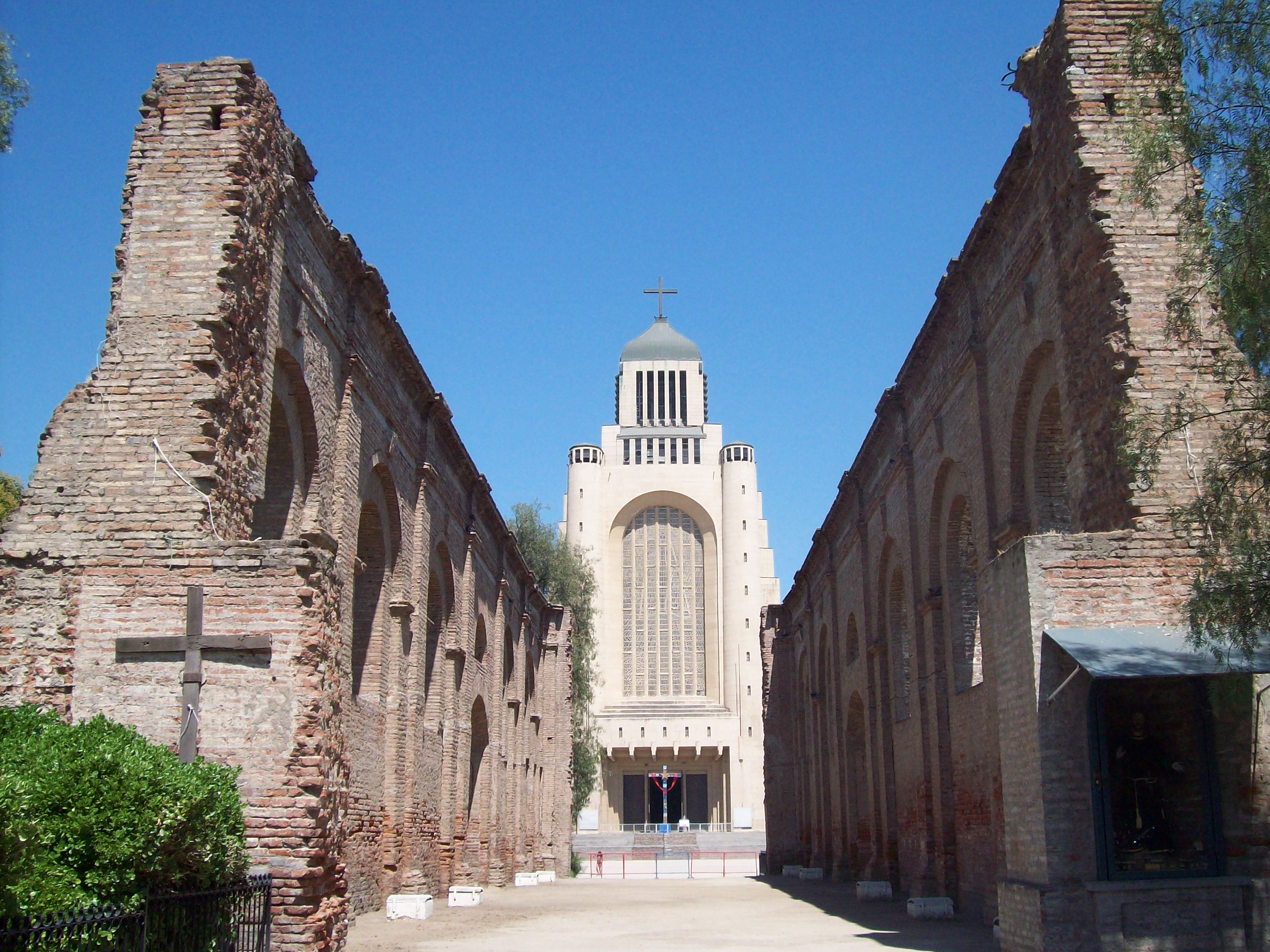
Murs conservés de l’ancienne église.

### Construction
Entre le 5 et le 8 décembre 1942, il est décidé de créer un grand sanctuaire dédié à la Vierge du Carmel. Le 30 avril 1943, José María Caro Rodríguez, archevêque de Santiago et futur cardinal nomme une commission pour encadrer la construction. Le 2 novembre est lancé un concours international d’architecture, le premier du Chili.
C’est l’architecte Juan Martínez Gutiérrez (es) qui remporte le concours, avec un édifice de style brutaliste assez inspiré de l’architecture européenne. Le 16 juillet 1944, José María Caro Rodríguez en lance la construction. Il lance également celle du musée du Carmel (es) en 1954, lequel ouvre deux ans plus tard.
Le nom « Templo Votivo de Maipú » (« sanctuaire votif de Maipú ») est officialisé par décret du président Carlos Ibáñez del Campo en 1958.
Les vitraux sont commandés le 17 octobre 1966 et en mars 1974 pour ceux du portail à l’artiste Adolfo Winternitz (en) ; ils sont réalisés en France par une société suisse. En 1968, l’historien Jaime Eyzaguirre (es) grave un historique du sanctuaire sur une plaque de granit, dévoilée pour le 150e anniversaire de la bataille de Maipú.

### Inauguration
L’église est ouverte au public à partir du 24 septembre 1971, et inaugurée civilement le 24 octobre 1974, anniversaire de la mort de O’Higgins, par le chef d’État Augusto Pinochet. Le sanctuaire est consacré le 23 novembre ; l’orchestre symphonique national (es) et les chœurs de l’université du Chili participent à la messe.
L’édifice est classé Monument national par le décret no 645 le 26 octobre 1984, avec les murs de l’ancienne église,. Le périmètre couvert, d’environ 10,8 hectares, est précisé par le décret no 2840 le 26 septembre 2008. Le 27 janvier 1987, l’église est nommée basilique mineure,. Jean-Paul II s’y rend la même année, le 3 avril.

### Histoire récente
Le 1er janvier 2001, lors du feu d’artifice tiré sur l’esplanade de la basilique pour célébrer le Nouvel An, une fusée dévie vers la foule, tuant deux personnes sur le coup et en blessant une grosse soixantaine. La municipalité de Maipú et l’entreprise Pirotecnia entament alors une bataille juridique, que la municipalité finit par perdre. 
En 1997, un carillon de 23 cloches, fabriqué aux Pays-Bas, est installé. Le 3 décembre 2002[réf. nécessaire] sont inaugurées les illuminations, dans le cadre du programme Iluminando Monumentos al Sur del Mundo, approuvé par la CECH en octobre 2000 et sponsorisé par divers fournisseurs d’électricités rattachés au groupe Enel.
À partir de septembre 2011 se déroulent des travaux d’aménagement du belvédère,  situé à 63 mètres de hauteur sous le clocher,. Le projet coûte 570 millions de pesos, et est financé par la Banque interaméricaine de développement. Il est inauguré le 3 avril 2012, pour le 25e anniversaire de la visite de Jean-Paul II.
Un système son est installé à partir de juillet 2012, pour régler des problèmes de réverbérations.
Le sanctuaire est visité par le pape François le 17 janvier 2018, à l’occasion de son 200e anniversaire.

## Description
L’édifice est construit dans un style brutaliste, assez inspiré de l’architecture européenne. Il mesure 90 mètres de large, 75 mètres de long, et 88,6 mètres de haut en comptant la croix de neuf mètres ce qui en fait la plus haute église du pays. La nef centrale a une superficie de 4 500 m2. L’esplanade s’étend sur 30 000 m2.
Le belvédère offre une vue sur Santiago depuis le sud-ouest ; une rose des vents permet de faire le lien avec d’autres sanctuaires mariaux. Les portes, de 8 mètres de haut, pèsent 2 tonnes chacune. Les vitraux sont l’œuvre de l’artiste Adolfo Winternitz (en) ; le principal représente la Vierge du Carmel, et couvre une surface de 300 m2.

## Sculpture de la Vierge
Une sculpture de la Vierge est exposée au sanctuaire. Elle date de 1785. Le pape Pie XI l’a nommé patronne du Chili en 1923, ce qui a été annoncé publiquement le 8 décembre 1923. Elle a été annoncée comme couronnée en 1926 par Benedetto Aloisi Masella, représentant du Saint-Siège, au parc Cousiño (maintenant parc O’Higgins).
Elle est offerte au sanctuaire en 1945. Celui-ci étant au début de sa construction, l’image est d’abord exposée à la cathédrale de Santiago, puis dans différents autres lieux de culte du pays, jusqu’à revenir à Maipú le 16 décembre 1956,. Lors de la visite papale de Jean-Paul II en 1987 a lieu une cérémonie de couronnement officielle.